# Франческо Коласуоно
Кардинал Франческо Коласуоно (Francesco Colasuonno) е италиански католически духовник, архиепископ и ватикански дипломат.
Следва във висшите духовни семинарии в Бари и Молфета, в Универитета в Бари, в Папския Григориански университет на йезуитите в Рим и в Римската папска духовна академия. Защитава докторати по богословие и църковно право.
Ръкоположен за свещеник на 28 септември 1947 г. от митрополита на Неапол кардинал Корадо Урси. Преподава в семинарията в Бари. През 1960 г. започва работа в дипломатическата служба на Ватикана, в началото е служител в църковния Съвет за обществена дейност. През 1962 г. заминава за САЩ, където е секретар на нунциатурата. През периода 1968 – 1972 г. е секретар на нунциатурата в Индия, а през 1972 – 1974 е съветник на нунциатурата и шарже д'афер ad interim в Тайван. Получва от папата титлите извънреден таен шамбелан (1961), капелан на Негово Светейшество (1963) и почетен прелат на Негово Светейшество (1971).
На 6 декември 1974 г. е преконизиран за титулярен архиепископ на Труентум. На 9 февруари 1975 г. е ръкоположен за епископ от кардинал Корадо Урси в съслужие с кардиналите Дураисами Симон Лоурдусами и Анастазио Алберто Балестреро.

Бил е апостолически (дипломатически) представител в следните държави:
- Мозамбик (1974 – 1981) – делегат
- Зимбабве (1981 – 1985) – пронунций
- Югославия (1985 – 1986) – пронунций
- Полша (1986 – 1990) – нунций
- СССР (1990 – 1991) – делегат
- Русия (1991 – 1994) – делегат
- Италия (1994 – 1998) – нунций
- Сан Марино (1995 – 1998) – нунций

На 21 януари 1998 г. е освободен от длъжността апостолически нунций за Италия и Сан Марино, като едновременно става кардинал дякон на базиликата „Сан Еудженио“ в Рим.
Участва в епископското ръкоположение на 23 свещеници, между които като главен консакратор на бългрския епископ Георги Йовчев през 1988 г.
1. ↑  colaf //   Посетен на 22 октомври 2020 г.